# オニール子爵
オニール子爵（オニールししゃく、英: Viscount O'Neill）は、アイルランド貴族の爵位。1795年に創設され、1855年に廃絶した。第2代オニール子爵が叙されたオニール伯爵位も併せて述べる。

## 歴史

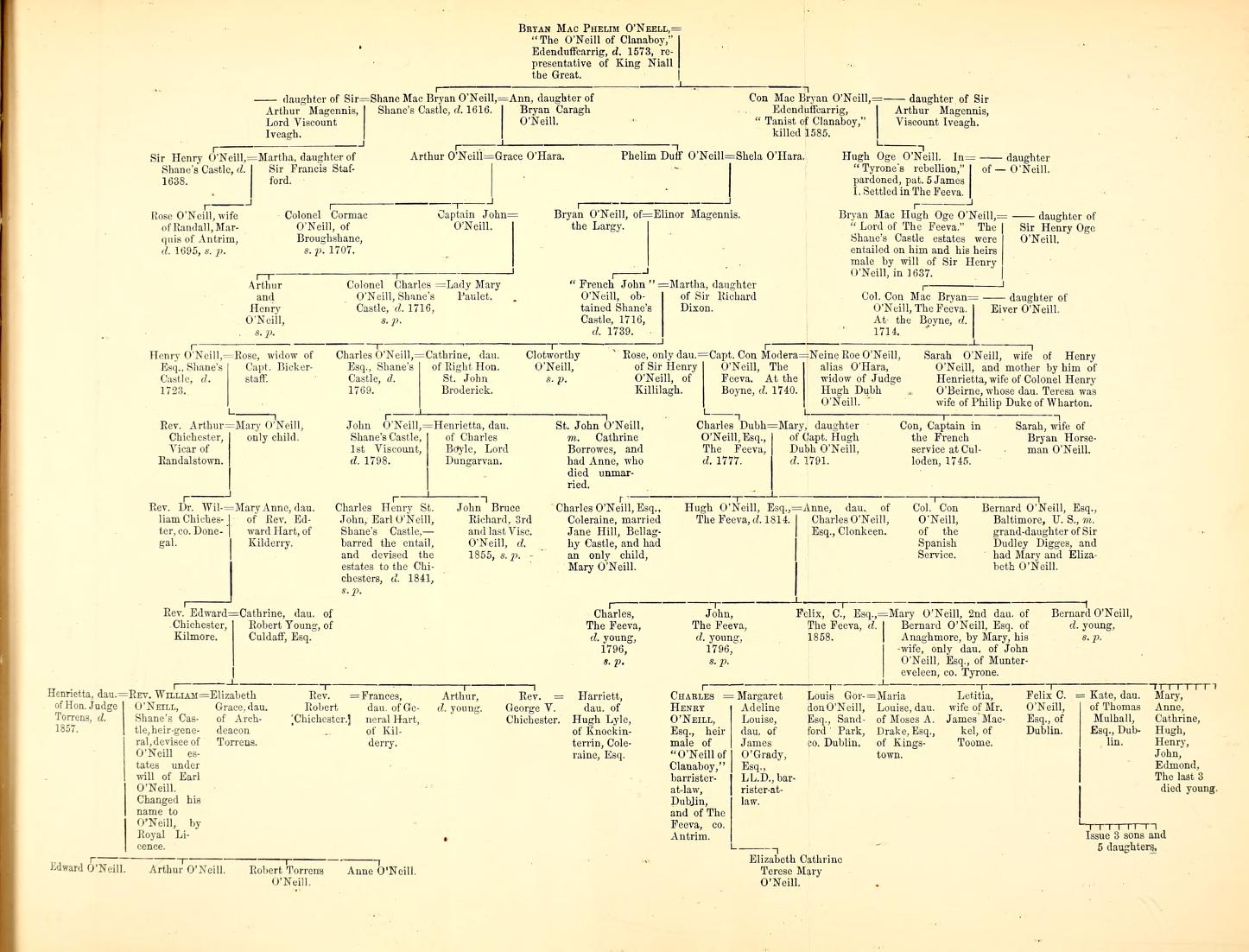
オニール家の家系図。バーナード・バーク作、1857年。

アントリム県の政治家でアイルランド庶民院議員を務めたジョン・オニール(1740–1798)は1793年10月25日にアイルランド貴族であるアントリム県シェイン城のオニール男爵（Baron O'Neill of Shane's Castle, co. Antrim）に、1795年10月3日にオニール子爵に叙された。2代子爵チャールズ・オニール(1779–1841)は1800年8月にアイルランド貴族であるレイモンド子爵とオニール伯爵に叙され、1801年にアイルランド貴族代表議員に選出されたが、生涯未婚であり、これらの爵位は一代で廃絶した。その弟で3代子爵となったジョン・オニール(1780–1855)は陸軍大将になり、政界でもアイルランド貴族代表議員を務めたが、同じく生涯未婚であり、その死をもってオニール子爵とオニール男爵位は廃絶した。
初代オニール伯爵の遺言状に基づき、1855年に3代子爵が死去した後、遠戚（初代オニール子爵の伯父の娘の曽孫）ウィリアム・チチェスター(1813–1883)がオニール家の遺産を相続、同時に姓をオニールに改めた。ウィリアムは1868年にオニール男爵に叙された。

## オニール子爵（1795年）
- 初代オニール子爵ジョン・オニール（1740年 – 1798年）
- 第2代オニール子爵チャールズ・ヘンリー・シンジョン・オニール（1779年 – 1841年）
  - 1800年、オニール伯爵に叙爵

## オニール伯爵（1800年）
- 初代オニール伯爵チャールズ・ヘンリー・シンジョン・オニール（1779年 – 1841年）

## オニール子爵（1795年、復帰）
- 第3代オニール子爵ジョン・ブルース・リチャード・オニール（1780年 – 1855年）